# Tjernivtsis universitet
Tjernivtsis universitet (ukrainska: Чернівецький національний університет імені Юрія Федьковича, Tjernivtsis nationella universitet uppkallat efter Osip Fedkovitj-Hordinskij) är den ledande institutionen för högre studier i norra Bukovina i staden Tjernivtsi, en stad i sydvästra Ukraina.
2011 blev universitets byggnadskomplex ett världsarv under namnet Bukovinska och Dalmatiska metropoliters residens.

## Historia
Universitetet grundades som Franz-Josefs Universität och 1875 som Czernowitz högre teologiska skola. Huvudspråket för undervisningen var tyska med särskilda institutioner för de ukrainska och rumänska språken och litteraturen. Under Österrike-Ungerns era hade universitetet tre fakulteter: ortodox teologi, rättsvetenskap och filosofi. På denna tid var majoriteten av studenterna judar och tyskösterrikare, medan ukrainare och rumäner utgjorde cirka 20–25% av det totala antalet studenter.
1918, efter att Bukovina blev en del av Kungariket Rumänien, bytte universitetet namn till Universitatea Regele Carol I din Cernăuţi. Universitetets nuvarande byggnad är från 1920–22, och byggdes på uppdrag av Rumäniens regering. Mellan 1919 och 1940 rumäniserades universitetet till stor del, Ukrainska institutionen avskaffades, och ukrainska professorer avskedades och undervisningsspråket byttes till rumänska. 1933 hade universitetet 3 247 studenter. Av dessa var 2 117 rumäner, 679 judar, 199 tyskar, 155 ukrainare (minskning från 239 av 1672 studenter 1920), 57 polacker, 26 ryssar och 4 andra nationaliteter. Ion Nistor, en framstående rumänsk historiker och en av de mest högljudda förespråkarna för storrumänsk nationalism, var i många år universitetets rektor.
Efter Sovjetunionens ockupation av Bessarabien och Norra Bukovina 1940 lades territoriet under Ukrainska SSR och huvudspråket ändrades till ukrainska. Universitetet bytte nu namn till Tjernivtsis statsuniversitet, utvidgades betydligt och organiserades om. Undervisning inom vetenskapen utökades betydligt och teologiska institutionen lades ned. Först 1996 återbildades teologiska institutionen. 1989 lades namnet Osip Fedkovitj-Hordinskij till universitetets fullständiga namn, en framstående ukrainsk författare och infödd bukovin. Under Sovjeteran minskade antalet rumänska studenter starkt. 1991–92, Sovjetunionens sista år, var andelen rumänska studenter endast 4,44% (434 av 9 769). Bland lärarkåren ser[när?] nationalitetsfördelningen ut så här: Ukrainska lärare 465 (77,1%), ryska 102 (16,9%), moldaviska 9 (1,4%), rumänska 7 (1,1%), vitryska 6 (0,9%).
Sedan 2000, då universitetet fått nationell status, drivs det under sitt nuvarande namn: Tjernivtsis nationella universitet, uppkallat efter Osip Fedkovitj-Hordinskij.
Efter beslut från European University Association, i Bryssel den 15 januari 2009, har universitetet fullt medlemskap i organisationen.

## Bibliotek
Universitetsbiblioteket grundades 1852 som Krayovas bibliotek — det första allmänna biblioteket i Bukovina. 2004 hade biblioteket 2 554 000 volymer, av dessa var 1 215 000 vetenskaplig litteratur, 171 000 textböcker och manualer och 648 000 fiktionsvolymer. Antalet utländska böcker utgör 376 000 volymer på tyska, rumänska, engelska, latin, polska, klassisk grekiska, franska, hebreiska, jiddish och andra språk.